# Balna Insula
Balna Insula ist der Name eines bislang noch nicht lokalisierten ehemaligen Prämonstratenser-Klosters in Ostfriesland. Möglicherweise befand es sich auf der Nordseeinsel Borkum. Die in der älteren Forschung häufige Gleichsetzung des Klosters mit Kloster Aland wird heute ausgeschlossen. Geweiht war es Maria. Das Kloster wird in zwei zwischen 1270 und 1290 entstandenen Katalogen des Prämonstratenserordens als sancta Maria in Balna Insula genannt. Den Angaben zufolge befand es sich in der Zirkarie Friesland und war dem Bistum Osnabrück zugeordnet. Weitere Quellen sind bis dato nicht entdeckt worden, so dass eine eindeutige Zuordnung des Klosters nicht möglich ist.